# シコ・ブアルキ
シコ・ブアルキ（Chico Buarque、本名：フランシスコ・ブアルキ・ヂ・オランダ、1944年6月19日 - 、リオ・デ・ジャネイロ生）は、ブラジルの詩人、歌手、音楽家、作曲家、劇作家、小説家である。

## 人物
名ソングライターとして名を馳せた他、著作のブダペストはプレミオ・ジャブチ（Prêmio Jabuti）というブラジルの文学賞を受賞した。ジョアン・ジルベルトの元妻ミウシャは彼の姉、またサンビスタのクリスチーナ・ブアルキや作曲家、政治家のアナ・ヂ・オランダは妹である。
シコは特権階級の家庭で育った。彼の父親、セルジオ・ブアルキ・ヂ・オランダは有名な歴史家、社会学者で、彼のおじで辞書編集者であるアウレリオ・ブアルキ・ヂ・オランダの「アウレリオ」という名は、ブラジルでは著名な辞書の名である。
1964年に音楽家、そして作曲家としてデビューし、音楽祭やテレビのバラエティー番組に出演。デビュー・アルバムは郷愁的な悲しみ（いわゆるサウダーヂ）を根底とする、キャッチーなサンバであった。シコは反政府的な活動によって、1968年に逮捕され、1969年にイタリアに亡命する。その後1970年にブラジルに戻り、彼の知名度を生かして、独裁政権へのプロテスト・ソングを制作しはじめる。このときの、若干ベールをかぶせたプロテスト・シングル「Apesar de Você」（In spite of you）は、どういうわけか軍の検閲の目をすり抜け、民主主義運動のアンセムとなった。10万枚が売れた後、結局は弾圧の対象となり、すべて店頭から姿を消した。検閲にもかかわらず、「オルリーのサンバ」（Samba de Orly、1970年）や「アコルダ・アモール」（Acorda Amor、1974年）、「ヴァイ・パッサー」（Vai Passar）のような曲は、シコが反抗を続けていることを露骨に示すような作品だった。
1970年代から1980年代の間に、シコは、プロテスト作品をさらに制作するため、数冊の小説を発表している。
ポリチアマという自身のサッカーチームを所有し率いている。

## 作詞家・作曲家としての代表曲
- ヴィニシウス・ヂ・モライス、トッキーニョとの共作
  - オルリーのサンバ (Samba de Orly)

- アントニオ・カルロス・ジョビンとの共作
  - 黄金の歳月 (Anos Dourados / Looks Like December)
  - 白黒のポートレイト (Retrato Em Branco E Preto)

- カロリーナ (Carolina)
- サンバと恋 (Samba E Amor)

- 映画『未亡人ドナ・フロールの理想的再婚生活』のための作品
  - いったい何だろう (O Que Será)

- 「オペラ・ド・マランドロ」（ブレヒトの『三文オペラ』の舞台を大戦前夜のブラジルに移して製作。1985年に映画化され、邦題『三文オペラ』として公開、また日本でも1990年に宮本亜門演出、田原俊彦主演で『マランドロ』として公演された）のための作品
  - 私の愛しい人 (O Meu Amor)
  - 愛のかけら (O Pedaço de mim)
  - コパカバーナの女たち (Muchachas de Copacabana)
  - ジェニと飛行船 (Geni e o Zepelin)
  - テレジーニャ (Terezinha)

## 音楽以外の作品
| 著書 - 1974: Fazenda Modelo - 1979: Chapeuzinho Amarelo - 1981: A bordo do Rui Barbosa (ヴァリャンドロ・ケアティング画) - 1991: Estorvo (小説賞) - 1995: Benjamim - 2003: Budapeste - シコ・ブアルキ/武田千香訳『ブダペスト』白水社、2006年2月、ISBN 4-560-02740-4。 - 2009: Leite Derramado | 演劇 - 1967/8: Roda Viva『ホーダ・ヴィヴァ』 - 1973: Calabar (ルイ・ゲーハと共同) - 1975: Gota d'água - 1978: Ópera do Malandro - 1983: O Grande Circo Místico | 映像作品 - 1972: Quando o carnaval chegar (co-autor) - 1983: Para viver um grande amor (co-autor) - 1985: Ópera do Malandro |